# Guigang
Guigang, tidigare känt som Kweihsien, är en stad på prefekturnivå i den autonoma regionen Guangxi i södra Kina.

## Administrativ indelning
Guigang var ursprungligen Gui härad, som ombildades till en stad på häradsnivå 1988, då orten också fick sitt nuvarande namn. 1995 uppgraderades Guigang till en stad på prefekturnivå.
Staden är indelad i tre stadsdistrikt, en stad på häradsnivå och ett härad:
- Stadsdistriktet Gangbei - 港北区 Gǎngběi qū ;
- Stadsdistriktet Gangnan - 港南区 Gǎngnán qū ;
- Stadsdistriktet Qintang - 覃塘区 Qíntáng qū ;
- Staden Guiping - 桂平市 Guìpíng shì ;
- Häradet Pingnan - 平南县 Píngnán xiàn.